# 約克島
63°58′S 61°56′W / 63.967°S 61.933°W
約克島（Yoke Island），是南極洲的島嶼，處於列日島北端以西，屬於帕默群島的一部分，由讓-巴蒂斯特·夏古率領的法國探險隊繪入地圖，現時由南極條約體系管理。